# Зеніт (зупинний пункт, Білоруська залізниця)
Зені́т (біл. Зені́т) — пасажирський залізничний зупинний пункт Мінського відділення Білоруської залізниці на лінії Полоцьк — Молодечно між станцією Вілейка (4,1 км) та зупинним пунктом Червоний Бережок (2,3 км). Розташований на околиці міста Вілейка Вілейського району Мінської області.

## Пасажирське сполучення
Приміське сполучення здійснюється поїздами регіональних ліній економкласу до станцій Крулевщизна, Молодечно, Полоцьк.